# Liga de Expansión MX
La Liga de Expansión MX, llamada por motivos de patrocinio Liga BBVA Expansión MX, es una liga de fútbol fundada en el año 2020 como parte del "Proyecto de Estabilización", el cual tiene como objetivo rescatar a los equipos de la Liga de Ascenso de México con problemas financieros y evitar de esta forma la desaparición de la segunda categoría del fútbol profesional en México, por lo cual no habrá ascensos ni descensos en Primera División durante las próximas 6 temporadas siguientes a la conformación de la Liga de Expansión. Además, busca que los equipos de la Liga MX y del Ascenso MX consoliden proyectos estables que cuenten con bases sólidas, tanto deportivas como administrativas, financieras y de infraestructura.

## Historia
El 20 de febrero de 2020 los presidentes de la Liga MX, del Ascenso MX y de la Federación Mexicana de Fútbol tuvieron una reunión, en donde se tocaron diferentes temas con el fin de fortalecer las dos principales ligas del fútbol mexicano. El 17 de abril Enrique Bonilla, Presidente Ejecutivo de la Liga MX, ofreció un comunicado en donde mencionó que, en enero, los clubes de la Liga de Ascenso hicieron una petición mediante una carta, pidiendo ayuda por la crisis que estaban atravesando. Bonilla mencionó que la división había perdido ingresos en las últimas temporadas, tanto en los derechos de televisión como en patrocinios, ganancias por taquilla y en esquilmos por día de partido. Además, añadió que ninguno de los equipos estaban certificados para ascender a Primera División y que varios de los proyectos actuales se encontraban cerca de la quiebra, con peligro de desaparecer por falta de recursos y con la necesidad de cubrir un déficit financiero anual de más de 25 millones de pesos por club, en promedio, y que por tales motivos los clubes solicitaron la aprobación para utilizar el fondo de contingencia con el que contaba la división, mismo que no era suficiente. 
Es por esto que la asamblea decidió proponer el "Proyecto de Estabilización", el cual buscaba rescatar a los clubes de la división de ascenso con problemas financieros para que la Liga MX y el Ascenso MX consolidaran proyectos estables que contaran con bases sólidas, tanto deportivas como administrativas, financieras y de infraestructura. El 24 de abril, los representantes de la Liga MX, del Ascenso MX, de la Liga Premier, de la Liga TDP y del Sector Amateur hicieron oficial el "Proyecto de Estabilización" y la creación de una nueva liga, además de acordar los siguientes puntos:
- Dar por terminada la temporada 2019-20 del Ascenso MX.
- Suspender temporalmente el ascenso y descenso por los próximos seis años.
- Eliminar la regla de menores de la Liga MX a partir de la temporada 2020-21.
- Podrán participar en la nueva división los clubes del Ascenso MX que decidan hacerlo, así como filiales de los clubes de la Liga MX y tres clubes invitados de la Liga Premier.
- Destinar $60 millones de pesos distribuidos en partes iguales, a los 12 clubes de Ascenso MX, con la finalidad de que puedan dar cumplimiento a sus obligaciones.
- Destinar $240 millones de pesos anuales por los siguientes 6 años ($20 millones de pesos anuales por club), con la finalidad de apoyar el crecimiento de los clubes que actualmente se encuentran en el Ascenso MX y que continúen participando en la nueva división. Dichos recursos se generarán con la sanción económica que se impondrá a los clubes de Liga MX de acuerdo a lo siguiente:
  - Último lugar del cociente Liga MX: $ 120 millones
  - Penúltimo lugar del cociente Liga MX: $ 70 millones
  - Antepenúltimo lugar del cociente Liga MX: $ 50 millones

El 26 de junio de 2020 se anunció que la liga tendría los siguientes cambios, Mineros de Zacatecas cambió de dueño, pasando de ser propiedad de Grupo Pachuca a Eduardo López Muñoz; la franquicia del Club Atlético Zacatepec se trasladó a la ciudad de Morelia, cambiando de nombre a Club Atlético Morelia y jugando en el Estadio Morelos; Cafetaleros de Chiapas se mudó a la ciudad de Cancún, cambiando de nombre de Cancún FC y jugando en el Estadio Olímpico Andrés Quintana Roo; Atlante Fútbol Club cambió su sede del Estadio Olímpico Andrés Quintana Roo en Cancún al Estadio de la Ciudad de los Deportes en la Ciudad de México. Además de estos cambios, se oficializó que el torneo tendría la participación de 16 equipos: Alebrijes de Oaxaca, Atlante, Cancún FC, Celaya FC, Cimarrones de Sonora, Club Atlético Morelia, Correcaminos de la UAT, Dorados de Sinaloa, Mineros de Zacatecas, TM Fútbol Club, Universidad de Guadalajara, Venados FC, Tapatío, Pumas Tabasco y dos más de la Liga Premier de México.
El 17 de julio de 2020 se anunció a los clubes Tepatitlán Fútbol Club y Tlaxcala Fútbol Club como dos de los equipos que ocuparían las plazas reservadas a la Liga Premier, el tercer club sería dado a conocer al finalizar la temporada 2020-21. Sin embargo, en 2021 ningún equipo superó el proceso de certificación para integrarse en liga, aunque sí apareció un nuevo club en el circuito, se trató de Raya2 Expansión, filial del C. F. Monterrey, finalmente fue en 2022 cuando el Club Alacranes de Durango se convirtió en el equipo 18 de la Liga. En ese mismo año se llevó a cabo el primer cambio de nombre y sede de una franquicia integrante de la categoría, cuando el Tampico Madero dio paso al Club Atlético La Paz.
El 22 de mayo de 2023 la Asamblea de Clubes de la Liga MX aprobó un proyecto reforma para la Liga de Expansión MX, el cual buscaba la fusión de este circuito con una nueva categoría Sub-23 que fue creada para sustituir a la anterior Liga MX Sub-20, la reforma proponía la entrada de los 18 equipos Sub-23 de los clubes de la Liga MX, los cuales jugarían con los clubes que ya formaban parte del circuito de plata del fútbol mexicano en una nueva liga que llevaría el nombre de Expansión Sub-23. En mayo de 2024 la propuesta de reforma de fusión de las ligas fue descartada debido a la oposición de los dueños de los clubes de la Liga de Expansión, quienes consideraban que este cambio era perjudicial para sus propios intereses deportivos y financieros.
Como consecuencia de la propuesta de reforma, el club Raya2 Expansión dejó de participar en la categoría al finalizar el Torneo Clausura 2023, por lo que se convirtió en el primer equipo en abandonar el circuito siendo seguido por la filial de Pumas Tabasco. Durante el mismo periodo se produjo la primera degradación de un equipo militante de esta categoría, ya que el club Alacranes de Durango fue despojado de su plaza en este circuito por encontrarse con problemas financieros, tras aplicarse la sanción el club regresó a participar en la Segunda División, debido a que el cuadro duranguense competía como equipo invitado y no era miembro de pleno derecho de la Liga.
El 12 de julio de 2024, tuvo lugar la Asamblea de Clubes de la Liga de Expansión, donde se llevó a cabo la revisión y votación de la sustitución y afiliación de dos franquicias, las cuales eran Tepatitlán y Cimarrones. Inicialmente, la liga estuvo de acuerdo en que se efectuaran los movimientos, sin embargo, los mismos debían someterse a votación por la Asamblea de socios, la cuales no resultaron favorables, y por lo tanto, no procedió ninguno de los dos movimientos. Tras la negativa en la compra, los representantes de Cimarrones solicitaron no participar en la siguiente temporada, lo cual fue aceptado, y con ello, su franquicia quedaría congelada por una temporada. Por último, el Tampico Madero (ahora con la denominación: "Club Jaiba Brava") se integró de nueva cuenta a la liga en calidad de invitado, su ingreso se debió a causa de haber sido Campeón de Campeones y por propuesta de la Liga Premier.
En mayo de 2025 un grupo de diez clubes de la Liga de Expansión iniciaron un procedimiento en el Tribunal de Arbitraje Deportivo (TAS) para buscar el reestablecimiento del ascenso y descenso en el fútbol mexicano. Posteriormente cuatro equipos abandonaron la demanda, dejando un grupo de seis clubes que pasaron a conformar un bloque opositor dentro de la liga, el cual pasó a ser conocido como G-6. En junio de 2025 se celebró una Asamblea de Clubes que debía aprobar dos movimientos de franquicias: Celaya FC se convertiría en Piratas de Veracruz y Cimarrones de Sonora transferiría su certificado de afiliación al Club Jaiba Brava, covirtiendo al equipo tamaulipeco en un miembro de pleno derecho de la liga, sin embargo, las dos propuestas fueron rechazadas argumentando falta de transparencia y poco respeto al mérito deportivo, iniciando una nueva etapa dentro de la liga. En la misma asamblea se aceptó la entrada del Club Irapuato como nuevo miembro invitado de la liga. Los responsables del club Piratas de Veracruz trataron de recurrir a la Federación Mexicana de Fútbol para forzar su entrada en la liga, sin embargo, la máxima autoridad del fútbol mexicano declinó la petición ante las amenazas de otro contencioso en el TAS parte del G-6, mostrando la fuerza del bloque de clubes de la división de plata.

## Equipos participantes
| Equipo               | Procedencia    | Ciudad                         | Estadio                      | Capacidad |
| -------------------- | -------------- | ------------------------------ | ---------------------------- | --------- |
| Alebrijes de Oaxaca  | Ascenso MX     | Oaxaca, Oaxaca                 | Tecnológico de Oaxaca        | 14 598    |
| Atlante              | Ascenso MX     | Zacatepec, Morelos             | Agustín Coruco Díaz          | 24 313    |
| Atlético La Paz      | Ascenso MX     | La Paz, Baja California Sur    | Guaycura                     | 5 209     |
| Atlético Morelia     | Ascenso MX     | Morelia, Michoacán             | Morelos                      | 38 869    |
| Cancún               | Ascenso MX     | Cancún, Quintana Roo           | Olímpico Andrés Quintana Roo | 17 289    |
| Correcaminos UAT     | Ascenso MX     | Ciudad Victoria, Tamaulipas    | Marte R. Gómez               | 10 520    |
| Dorados de Sinaloa   | Ascenso MX     | Culiacán, Sinaloa              | Dorados                      | 20 108    |
| Leones Negros UdeG   | Ascenso MX     | Guadalajara, Jalisco           | Jalisco                      | 55 020    |
| Mineros de Zacatecas | Ascenso MX     | Zacatecas, Zacatecas           | Carlos Vega Villalba         | 20 068    |
| Venados de Yucatán   | Ascenso MX     | Mérida, Yucatán                | Carlos Iturralde             | 15 087    |
| Tepatitlán           | Ascenso MX     | Tepatitlán de Morelos, Jalisco | Tepa Gómez                   | 12 500    |
| Irapuato             | Liga Premier   | Irapuato, Guanajuato           | Sergio León Chávez           | 25 000    |
| Tlaxcala             | Liga Premier   | Tlaxcala, Tlaxcala             | Tlahuicole                   | 12 000    |
| Tampico Madero       | Liga Premier   | Tampico Madero, Tamaulipas     | Tamaulipas                   | 19 667    |
| Tapatío              | Filial Liga MX | Zapopan, Jalisco               | Akron                        | 49 850    |

| Estado              | N.º | Equipos                    |
| ------------------- | --- | -------------------------- |
| Jalisco             | 3   | Tepatitlán, Tapatío y UdeG |
| Tamaulipas          | 2   | Tampico Madero y UAT       |
| Yucatán             | 1   | Venados FC                 |
| Tlaxcala            | 1   | Tlaxcala FC                |
| Baja California Sur | 1   | CA La Paz                  |
| Zacatecas           | 1   | Zacatecas                  |
| Morelos             | 1   | Atlante FC                 |
| Guanajuato          | 1   | CD Irapuato                |
| Sinaloa             | 1   | Dorados de Sinaloa         |
| Quintana Roo        | 1   | Cancún FC                  |
| Oaxaca              | 1   | Alebrijes de Oaxaca        |
| Michoacán           | 1   | CA Morelia                 |

## Sistema de competición
El sistema de competencia estará integrado de la siguiente manera: se desarrollarán dos torneos por temporada y una serie de Campeón de Campeones de la Liga de Expansión MX, que será entre los campeones de ambos torneos. 
Cada torneo estará compuesto por 15 jornadas en su fase de clasificación y una fase final integrada por las rondas de cuartos de final, semifinales y final, en la cual participarán los clubes ubicados entre la primera y octava posición al finalizar la jornada 15 de la fase regular de cada torneo. Entre 2020 y 2023 se jugó una ronda de reclasificación entre los equipos ubicados en el lugar 5 y 12, mientras que los primeros cuatro lugares avanzaban a la liguilla. Mientras que en la temporada 2023-24 se jugó una ronda conocida como Play-in en la cual tomaban parte los equipos ubicados entre los lugares 7 y 10, mientras que los primeros seis lugares avanzaban de forma directa a la liguilla.

## Historial
| Temporada     | Campeón              | Resultado       | Subcampeón           | Campeón de Campeones | Notas                       |
| ------------- | -------------------- | --------------- | -------------------- | -------------------- | --------------------------- |
| GUARD. 2020   | Tampico Madero F. C. | 4-3             | Atlante F. C.        | Tepatitlán F. C.     | Primera edición del torneo. |
| GR. CLA. 2021 | Tepatitlán F. C.     | 3-2             | Atlético Morelia     | Tepatitlán F. C.     |                             |
| G.M. AP. 2021 | Atlante F. C.        | 3-0             | Tampico Madero F. C. | Atlante F. C.        |                             |
| CLA. 2022     | Atlético Morelia     | 2-0             | Sonora F. C.         | Atlante F. C.        |                             |
| AP. 2022      | Atlante F. C.        | 3-1             | Celaya F. C.         | C. D. Tapatío        |                             |
| CLA. 2023     | C. D. Tapatío        | 4-3             | Atlético Morelia     | C. D. Tapatío        |                             |
| AP. 2023      | Cancún F. C.         | 3-0             | Atlante F. C.        | Cancún F. C.         |                             |
| CLA. 2024     | Atlante F. C.        | 4-1             | Leones Negros UdeG   | Cancún F. C.         |                             |
| AP. 2024      | C. D. Tapatío        | 5-3             | Celaya F. C.         | C. D. Tapatío        |                             |
| CLA. 2025     | Leones Negros UdeG   | 2-2 (5-4, pen.) | Tampico Madero       | C. D. Tapatío        |                             |

## Palmarés
| Club               | Títulos | Subtítulos | Años de los campeonatos  | Años subcampeón  |
| ------------------ | ------- | ---------- | ------------------------ | ---------------- |
| Atlante F. C.      | 3       | 2          | GMA-2021, A-2022, C-2024 | G-2020, A-2023   |
| C. D. Tapatío      | 2       | -          | C-2023, A-2024           |                  |
| Atlético Morelia   | 1       | 2          | C-2022                   | G-2021, C-2023   |
| Tampico Madero     | 1       | 2          | G-2020                   | GMA-2021, C-2025 |
| Leones Negros UdeG | 1       | 1          | C-2025                   | C-2024           |
| Tepatitlán F. C.   | 1       | -          | G-2021                   |                  |
| Cancún F. C.       | 1       | -          | A-2023                   |                  |
| Celaya F. C.       | -       | 2          |                          | A-2022, A-2024   |
| Sonora F. C.       | -       | 1          |                          | C-2022           |

## Clasificación histórica

### Fase Regular
|  | Primera División.  |
|  | Liga de Expansión. |
|  | 2.ª División.      |
|  | 3.ª División.      |
|  | Desaparecido.      |

| Pos. | Equipo             | PJ  | PG | PE | PP | GF  | GC  | Dif. | Puntos |
| ---- | ------------------ | --- | -- | -- | -- | --- | --- | ---- | ------ |
| 1    | Atlante            | 152 | 77 | 44 | 31 | 230 | 117 | 113  | 284    |
| 2    | Celaya             | 152 | 75 | 46 | 31 | 223 | 135 | 88   | 283    |
| 3    | Leones Negros UdeG | 152 | 67 | 42 | 43 | 227 | 168 | 59   | 252    |
| 4    | Atlético Morelia   | 152 | 65 | 36 | 51 | 203 | 185 | 18   | 244    |
| 5    | Zacatecas          | 152 | 61 | 36 | 55 | 229 | 212 | 17   | 229    |
| 6    | Venados            | 152 | 58 | 46 | 48 | 203 | 178 | 25   | 225    |
| 7    | Tapatío            | 152 | 57 | 45 | 50 | 199 | 178 | 21   | 223    |
| 8    | Cancún             | 152 | 55 | 34 | 63 | 175 | 182 | -7   | 209    |
| 9    | Tepatitlán         | 152 | 50 | 49 | 53 | 186 | 188 | -2   | 204    |
| 10   | Sonora             | 124 | 52 | 36 | 36 | 178 | 131 | 47   | 199    |
| 11   | Sinaloa            | 152 | 48 | 33 | 71 | 183 | 238 | -55  | 187    |
| 12   | Oaxaca             | 152 | 41 | 44 | 67 | 179 | 241 | -62  | 172    |
| 13   | Correcaminos       | 152 | 43 | 38 | 71 | 188 | 240 | -52  | 170    |
| 14   | Tlaxcala           | 152 | 42 | 39 | 71 | 149 | 124 | -75  | 170    |
| 15   | Tampico Madero     | 90  | 26 | 36 | 28 | 91  | 92  | -1   | 119    |
| 16   | Pumas Tabasco      | 96  | 21 | 33 | 42 | 95  | 125 | -30  | 107    |
| 17   | Atlético La Paz    | 90  | 27 | 21 | 42 | 122 | 177 | -55  | 102    |
| 18   | Raya2              | 66  | 18 | 22 | 26 | 65  | 78  | -13  | 78     |
| 19   | Durango            | 34  | 9  | 11 | 14 | 42  | 57  | -15  | 38     |

### Fase final
A continuación se muestra la tabla histórica de la fase final por el título o liguillas (Guardianes 2020 al Clausura 2025)
| Pos. | Equipo             | PJ | PG | PE | PP | GF | GC | Dif. | Puntos |
| ---- | ------------------ | -- | -- | -- | -- | -- | -- | ---- | ------ |
| 1    | Atlante            | 52 | 24 | 18 | 10 | 68 | 45 | 23   | 90     |
| 2    | Atlético Morelia   | 35 | 13 | 15 | 7  | 43 | 34 | 9    | 54     |
| 3    | Celaya             | 32 | 12 | 9  | 11 | 45 | 39 | 6    | 45     |
| 4    | Zacatecas          | 28 | 12 | 6  | 10 | 42 | 38 | 4    | 44     |
| 5    | Leones Negros UdeG | 32 | 11 | 6  | 15 | 37 | 42 | -5   | 39     |
| 6    | Tampico Madero     | 18 | 8  | 7  | 3  | 23 | 16 | 7    | 31     |
| 7    | Tapatío            | 22 | 6  | 9  | 7  | 28 | 33 | -5   | 27     |
| 8    | Sonora             | 22 | 6  | 7  | 9  | 22 | 30 | -8   | 25     |
| 9    | Tepatitlán         | 20 | 6  | 6  | 8  | 26 | 26 | 0    | 24     |
| 10   | Venados            | 20 | 6  | 3  | 11 | 23 | 33 | -10  | 21     |
| 11   | Atlético La Paz    | 8  | 4  | 1  | 3  | 14 | 13 | 1    | 13     |
| 12   | Cancún             | 13 | 3  | 2  | 8  | 14 | 17 | -3   | 11     |
| 13   | Sinaloa            | 8  | 3  | 1  | 4  | 7  | 10 | -3   | 10     |
| 14   | Tlaxcala           | 8  | 2  | 2  | 4  | 7  | 12 | -5   | 8      |
| 15   | Pumas Tabasco      | 4  | 1  | 2  | 1  | 4  | 4  | 0    | 5      |
| 16   | Raya2              | 3  | 1  | 1  | 1  | 3  | 2  | 1    | 4      |
| 17   | Durango            | 3  | 1  | 0  | 2  | 3  | 3  | 0    | 3      |
| 18   | Oaxaca             | 7  | 0  | 3  | 4  | 4  | 14 | -10  | 3      |
| 19   | Correcaminos       | 3  | 0  | 0  | 3  | 1  | 4  | -3   | 0      |

- Incluye la fase de reclasificación y/o play-in.
- Los partidos de reclasificación y/o play-in definidos en tanda de penaltis se cuentan como empates.

## Campeones de goleo
| Año                        | Nombre                                                                               | Equipo                                           | Goles |
| -------------------------- | ------------------------------------------------------------------------------------ | ------------------------------------------------ | ----- |
| Guard1anes 2020            | Guillermo Martínez Lizandro Echeverría Gustavo Adrián Ramírez Alberto Alvarado Morín | Celaya Atlante Atlético Morelia Correcaminos UAT | 7     |
| Guard1anes Clausura 2021   | Julio Cruz                                                                           | Oaxaca                                           | 10    |
| Grita México Apertura 2021 | José Zúñiga                                                                          | Dorados                                          | 12    |
| Clausura 2022              | Óscar Rai Villa Juan David Angulo José Juan Machado                                  | Cimarrones Tepatitlán Raya2                      | 8     |
| Apertura 2022              | Diego Rafael Jiménez                                                                 | Cimarrones                                       | 12    |
| Clausura 2023              | Ricardo Marín                                                                        | Celaya                                           | 10    |
| Apertura 2023              | Luis Razo                                                                            | Zacatecas                                        | 10    |
| Clausura 2024              | José Rodríguez                                                                       | Cancún                                           | 9     |
| Apertura 2024              | Vladimir Moragrega                                                                   | Atlante                                          | 11    |
| Clausura 2025              | Alberto Ocejo                                                                        | Leones Negros                                    | 13    |